# Choerades fimbriata
Espèce

Choerades fimbriata est une espèce d'insectes prédateurs de l'ordre des diptères, de la famille des asilidés (mouches à toison).

## Identification
Choerades fimbriata a l’abdomen, le thorax et les pattes noires. Elle possède une nette pruinosité sur les pleures et le calus huméral, l’anepisternum possédant des poils jaunes en son centre. La face possède des poils jaunes au-dessus du renflement.
Sa taille est de 12 à 18 mm.
Le mâle a le tergite 1 avec des poils blancs, la marge postérieure des tergites suivants avec une fine marge postérieure de poils jaunes. Il possède quelques poils blancs sur le scutum en avant du scutellum.
La femelle a tous les tergites entièrement recouverts de longs poils jaunes. Elle possède des poils jaunes sur le scutum en avant du scutellum.

## Espèces semblables
- Choerades fulva femelle a moins de poils jaunes sur le scutum avant le scutellum, l’abdomen possèderait des poils jaunes un peu moins longs.

- Choerades marginata femelle a moins de poils jaunes sur le scutum avant le scutellum, l’abdomen est un peu moins densément couvert de poils jaunes, l’anepisternum possède des poils noirs mêlés aux jaunes.

- Choerades femorata n’a pas les tergites aussi densément couverts de soies, ils le sont tout au plus sur les marges latérales, l’anepisternum possède des poils noirs mêlés aux jaunes.

- Choerades dioctriaeformis a des poils blancs au-dessus de la bosse sur la face, l’anepisternum possède des poils noirs mêlés aux jaunes.

- Choerades fuliginosa est de couleur générale plus marron/beige, elle ne possède pratiquement pas de pruinosité sur les pleures.

- Choerades gilva et Choreades ignea ont les tergites en partie rouges.